# 두 딸의 어머니
"두 딸의 어머니"는 1971년 공개된 대한민국의 영화이다.

## 배역
- 윤정희
- 문희